# La Perita Fraccionamiento
La Perita Fraccionamiento är en ort i Mexiko.   Den ligger i kommunen Amealco de Bonfil och delstaten Querétaro Arteaga, i den sydöstra delen av landet, 140 km nordväst om huvudstaden Mexico City. La Perita Fraccionamiento ligger 2 662 meter över havet och antalet invånare är 127.
Terrängen runt La Perita Fraccionamiento är kuperad söderut, men norrut är den platt. La Perita Fraccionamiento ligger uppe på en höjd. Runt La Perita Fraccionamiento är det ganska tätbefolkat, med 78 invånare per kvadratkilometer. Närmaste större samhälle är Amealco, 1,3 km öster om La Perita Fraccionamiento. I omgivningarna runt La Perita Fraccionamiento växer huvudsakligen savannskog.